# إسماعيل يس في السجن (فلم)
إسماعيل يس في السجن هو فيلم مصري عرض عام 1961، بطولة إسماعيل ياسين ومها صبري وهدى شمس الدين وإستفان روستي، ومن إخراج حسن الصيفي.

## قصة الفيلم
يعمل «محمود» حاجب في المحكمة، وهو متزوج من الفتاة الحسناء «فلة». ذات يوم يسرق منه راتبه ويقع في ضائقة مالية، فيذهب إلى جاره البخيل «توفيق» (توفيق الدقن) ليرهن أسورة زوجته. لكن جاره يعامله معاملة سيئة وعندما يحاول «محمود» إسكاته يموت جاره بين يديه دون قصد. يتم القبض على «محمود» ويحكم عليه بالإعدام فتضطر زوجته أن تعمل مطربة وتتوالى الأحداث.

## طاقم التمثيل
- إسماعيل ياسين: (محمود)
- مها صبري: (فلة)
- هدى شمس الدين: (صاحبة الكباريه)
- إستفان روستي: (فرج شرف)
- توفيق الدقن: (توفيق)
- شفيق نور الدين: (الخواجة شفيق)
- نادية حبيب: (إلهام - ابنة الخواجة شفيق)
- أحمد فرحات: (الطفل ابن الجيران)
- محمود فرج: (الشبوكشي)
- الدكتور شديد: (عبده عبده السكران)
- عباس رحمي: (المحامي)
- عبد الغني النجدي: (النشال)
- عبد المنعم إسماعيل: (الشاويش - الشاهد)
- حسين إسماعيل
- عبد المنعم بسيوني
- لطفي الحكيم: (حارس ليلي)
- أنور مدكور
- عبد المحسن سليم: (وكيل النيابة)
- زكي محمد حسن: (شاويش السجن)
- أحمد المغاوري
- رجاء عبد الحميد
- سميرة حسين
- صفوت أبو العطا
- مختار السيد
- عبد المنعم سعودي: (القاضي)
- كنعان وصفي: (محامي)
- علي المعاون: (مساعد الشبوكشي)
- حلمي عبد الوهاب: (الصراف في خزينة المحكمة)
- مطاوع عويس: (حاضر في المحكمة)

## فريق العمل
- إخراج: حسن الصيفي
- قصة: سيد سرحان
- سيناريو وحوار: جليل البنداري
- مدير التصوير: مصطفى حسن
- موسيقى: محمد عبد الوهاب
- مونتاج: حسنوف
- إنتاج: أفلام مصر الجديدة
- توزيع: أفلام مصر الجديدة

## أغاني الفيلم[5]
| الأغنية    | المؤلف          | الملحن      |
| ---------- | --------------- | ----------- |
| أيظن       | فتحي قورة       | محمد فوزي   |
| يا حنين    | سيد مرسي        | محمد فوزي   |
| الدلال     | عبد الوهاب محمد | بليغ حمدي   |
| دق يا قلبي | عبد العزيز سلام | محمد الموجي |

## روابط خارجية
- مقالات تستعمل روابط فنية بلا صلة مع ويكي بيانات